# Забелин, Юрий Николаевич
Юрий Николаевич Забелин (29 июня 1931, Чита — 1 апреля 2012, Абакан, Республика Хакасия) — журналист, общественный и культурный деятель, продюсер. Член Союза журналистов СССР (1967), России. Директор Бюро пропаганды художественной литературы Хакасского отделения Союза писателей России. Заслуженный работник культуры Республики Хакасия (1997).

## Биография
Родился в семье учителя из казачьей семьи Николая Андреевича Забелина. С трехлетнего возраста жил на прииске Ивановский рудника Карафтит комбината «Баргузинзолото», где отец работал директором школы.
С 1945 года — в Абакане. По совету кинорежиссёра Ивана Пырьева в 1950 году поступил во ВГИК, учился на сценарном факультете. После окончания в 1955 году работал корреспондентом «Красноярского комсомольца», учителем в школе в Таштыпском районе, литературным сотрудником районной газеты в посёлке Шира. С марта 1964 года — редактором Хакасского телерадиокомитета (первая премия на сибирском фестивале радиожурналистов в Иркутске, 1972 г.; первая премия на региональном конкурсе радиожурналистов за репортажи со строительства Саяно-Шушенской ГЭС в Красноярске, 1972). Публиковался в журналах. В 1980 году выступил инициатором возрождения хакасского народного праздника «Тун пайрам».
С 1987 года — директор бюро пропаганды художественной литературы Хакасского отделения Союза писателей России. Выступил продюсером издания монографии «История Хакасии», книги «Поэзия древних тюрков VI—XII веков» в поэтических переводах Анатолия Преловского, учебного пособия Игоря Кызласова «Древняя письменность саяно-алтайских тюрков". В 1996 году стал одним из инициаторов проведения ежегодного праздника «Дни тюркской письменности и культуры» (закон о проведении — впервые в РФ — принят Верховным Советом, Правительством Республики Хакасия в 2004 году). В 2008 году был избран президентом Клуба творческой интеллигенции Хакасии.
Под его руководством были проведены пять саяно-алтайских этнопросветительских экспедиций (Хакасия, Западная Монголия, Тыва, Горная Шория, Горный Алтай).
Награждён медалью «Ветеран труда» (1998)
Сын Забелин Олег Юрьевич, 7 августа 1957г.